# ترافيس فريدريك
ترافيس فريدريك (بالإنجليزية: Travis Frederick)‏ هو لاعب كرة قدم أمريكية أمريكي، ولد في 18 مارس 1991 في شارون في الولايات المتحدة.

## وصلات خارجية
- ترافيس فريدريك على موقع مرجع كرة القدم المحترفة.كوم (الإنجليزية)